# The Crowded Hour
The Crowded Hour er en amerikansk stumfilm fra 1925 instrueret af E. Mason Hopper.

## Medvirkende
- Bebe Daniels som Peggy Laurence
- Kenneth Harlan som Billy Laidlaw
- T. Roy Barnes som Matt Wilde
- Frank Morgan som Bert Caswell
- Helen Lee Worthing som Grace Laidlaw
- Armand Cortes som Soulier
- Alice Chapin
- Warner Richmond